# Canton de Creully
Le canton de Creully est une ancienne division administrative française située dans le département du Calvados et la région Basse-Normandie.

## Géographie
Ce canton était organisé autour de Creully dans l'arrondissement de Caen. Son altitude variait de 1 m (Courseulles-sur-Mer) à 82 m (Martragny) pour une altitude moyenne de 47 m.

## Représentation

### Conseillers généraux de 1833 à 2015
| Période | Période          | Identité                                            | Étiquette              | Qualité |
| ------- | ---------------- | --------------------------------------------------- | ---------------------- | --- |
| 1833    | 1852             | Alexandre-Adolphe Delacour                          | Majorité ministérielle | Propriétaire à Paris, maire de Saint-Gabriel, député (1846-1848)                                           |
| 1852    | 1858             | Louis Félix Étienne, marquis de Turgot              |                        | Ministre des Affaires étrangères (1851-1852), propriétaire du château de Lantheuil, sénateur (1852-1866)   |
| 1858    | 1889             | Albert Delacour (fils d'Alexandre-Adolphe Delacour) | Centre                 | Propriétaire et agronome, maire de Saint-Gabriel, député (1871-1877)                                       |
| 1889    | 1913             | Ernest Lefortier                                    | Républicain radical    | Avocat - Maire d'Anguerny, conseiller d'arrondissement                                                     |
| 1913    | 1916 (décès)     | Arthur Corbel                                       | Républicain            | Industriel à Courseulles                                                                                   |
| 1916    | 1919             | siège vacant                                        |                        | |
| 1919    | 1940 (décès)     | Pierre Marie, comte d'Oilliamson (1867-1940)        | URD puis PSF           | Propriétaire, maire de Fontaine-Henry                                                                      |
|         |                  |                                                     |                        | |
| 1943    | 1945             | Edmond Paillaud                                     |                        | Industriel, maire de Creully, nommé conseiller départemental en 1943 Déclaré inéligible le 21 octobre 1944 |
|         |                  |                                                     |                        | |
| 1945    | 1960 (décès)     | Edmond Paillaud                                     | DVD-RS                 | Industriel, maire de Creully                                                                               |
| 1960    | 1967             | Maurice Fortier                                     | DVD                    | Notaire, maire de Creully                                                                                  |
| 1967    | 1976 (démission) | Jean-Pierre Baudard                                 | Rad. puis SE           | Industriel, maire de Courseulles-sur-Mer                                                                   |
| 1976    | 1992             | Jean-Louis de Mourgues                              | RI puis RPR            | Maire de Courseulles-sur-Mer (1977-2008)                                                                   |
| 1992    | 2004             | Michel Leparquier                                   | DVD puis RPR puis UMP  | Représentant retraité Maire d'Anisy                                                                        |
| 2004    | 2015             | Jean-Pierre Lavisse                                 | PS (exclu en 2012)     | Enseignant Maire d'Amblie (1983-2014)                                                                      |

Le canton participait à l'élection du député de la cinquième circonscription du Calvados.

### Conseillers d'arrondissement (de 1833 à 1940)
| Période                                  | Période          | Identité                                           | Étiquette           | Qualité |
| ---------------------------------------- | ---------------- | -------------------------------------------------- | ------------------- | --- |
| 1833                                     | 1836             | Alphonse Brébam (1803-1848)                        |                     | Capitaine de la Garde nationale, propriétaire à Caen                                                        |
| 1836                                     | 1842             | M. Seigneurie                                      |                     | Agent d'affaires à Caen                                                                                     |
| 1842                                     | 1848             | Auguste Donnet                                     |                     | Négociant et banquier, maire de Caen (1834-1848)                                                            |
| 1848                                     | 1861             | Vicomte Louis Le Forestier d'Osseville (1810-1884) |                     | Propriétaire au Fresne-Camilly                                                                              |
| 1861                                     | 1864             | Constant Donnet (1789-1866)                        |                     | Maire du Fresne-Camilly                                                                                     |
| 1864                                     | 1871             | Louis Jacques Dufay (1814-1878)                    |                     | Maire de Creully                                                                                            |
| 1871                                     | 1872 (décès)     | Jacques Paul Morice (1814-1872)                    |                     | Notaire à Creully                                                                                           |
| 1872                                     | 1884             | Joseph Hyacinthe Duquesnel                         |                     | Propriétaire à Bény-sur-Mer                                                                                 |
| 1884                                     | 1889             | Ernest Lefortier                                   | Républicain radical | Avocat, maire d'Anguerny                                                                                    |
| 1889                                     | 1898             | Ernest Quérière (1842-1923)                        |                     | Maire de Bény-sur-Mer                                                                                       |
| 1898                                     | 1915 (décès)     | Georges William Henry Chotard (1855-1915)          | Radical             | Médecin, rue Saint-Manvieu à Caen                                                                           |
| 1915                                     | 1919             | siège vacant                                       |                     | |
| 1919                                     | 1922             | Édouard-Nestor Lemarinier                          |                     | Agriculteur, éleveur de chevaux, maire d'Anisy                                                              |
| 1922                                     | 1934             | Pierre Bastard                                     | Union nationale     | Agriculteur à Creully                                                                                       |
| 1934                                     | 1937 (démission) | Henri Alberny                                      | Rad.ind             | Maire de Cairon                                                                                             |
| 1937                                     | 1940             | Henri Pépin (1872-1942)                            | URD                 | Notaire, maire de Courseulles-sur-Mer                                                                       |
| 1940                                     |                  |                                                    |                     | Les conseils d'arrondissement ont été suspendus par la loi du 12 octobre 1940 et n'ont jamais été réactivés |
| Les données manquantes sont à compléter. |                  |                                                    |                     | |

## Composition

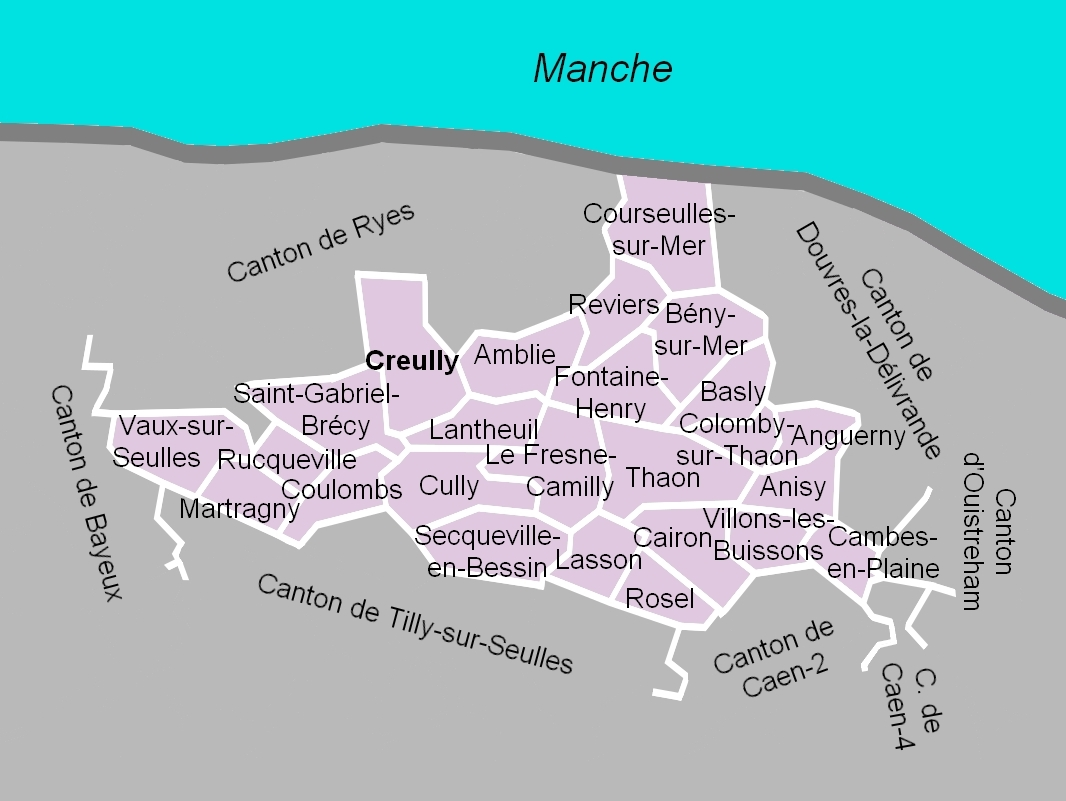
La carte des communes du canton. Les cantons limitrophes étaient ceux de Douvres-la-Délivrande, d'Ouistreham, de Caen-4, de Caen-2, de Tilly-sur-Seulles, de Bayeux et de Ryes.

Le canton de Creully comptait 20 669 habitants en 2012 (population municipale) et regroupait vingt-cinq communes :
- Amblie ;
- Anguerny ;
- Anisy ;
- Basly ;
- Bény-sur-Mer ;
- Cairon ;
- Cambes-en-Plaine ;
- Colomby-sur-Thaon ;
- Coulombs ;
- Courseulles-sur-Mer ;
- Creully ;
- Cully ;
- Fontaine-Henry ;
- Le Fresne-Camilly ;
- Lantheuil ;
- Lasson ;
- Martragny ;
- Reviers ;
- Rosel ;
- Rucqueville ;
- Saint-Gabriel-Brécy ;
- Secqueville-en-Bessin ;
- Thaon ;
- Vaux-sur-Seulles ;
- Villons-les-Buissons.

À la suite du redécoupage des cantons pour 2015, la commune de Cambes-en-Plaine est rattachée au canton d'Ouistreham, la commune de Vaux-sur-Seulles à celui de Bayeux, les communes d'Amblie, Bény-sur-Mer, Cairon, Coulombs, Creully, Cully, Fontaine-Henry, Le Fresne-Camilly, Lantheuil, Lasson, Martragny, Reviers, Rosel, Rucqueville, Saint-Gabriel-Brécy, Secqueville-en-Bessin et Thaon à celui de Bretteville-l'Orgueilleuse, la commune de Villons-les-Buissons à celui de Caen-2 et les communes d'Anguerny, Anisy, Basly, Colomby-sur-Thaon et Courseulles-sur-Mer à celui de Courseulles-sur-Mer.

### Anciennes communes
Les anciennes communes suivantes étaient incluses dans le canton de Creully :
- Moulineaux, absorbée en 1827 par Fontaine-Henry.
- Fresné-le-Crotteur, absorbée en 1827 par Saint-Gabriel.
- Vaussieux, absorbée en 1827 par Vaux-sur-Seulles.
- Cainet, absorbée en 1835 par Le Fresne-Camilly.
- Pierrepont, absorbée en 1835 par Lantheuil.
- Brécy, absorbée en 1964 par Saint-Gabriel. La commune prend le nom de Saint-Gabriel-Brécy.

## Démographie
| 1962  | 1968  | 1975   | 1982   | 1990   | 1999   | 2006   | 2011   | 2012   |
| ----- | ----- | ------ | ------ | ------ | ------ | ------ | ------ | ------ |
| 8 699 | 9 177 | 10 545 | 13 596 | 15 481 | 18 495 | 19 635 | 20 380 | 20 669 |